# はるしお (潜水艦・2代)
はるしお（ローマ字：JS Harushio, SS-583）は、海上自衛隊の潜水艦。はるしお型潜水艦の1番艦。艦名は春の潮から由来し、この名を受け継いだ日本の艦艇としては、あさしお型潜水艦「はるしお」（SS-563）に続き2代目にあたる。（ただし、建造はされなかった改⑤計画における改夕雲型駆逐艦の計画艦の予定艦名に春潮（はるしお）がある。）

## 艦歴
「はるしお」は、中期防衛力整備計画に基づく昭和61年度計画2400トン型潜水艦8098号艦として、三菱重工業神戸造船所で1987年4月21日に起工され、1989年7月26日に進水、1990年11月30日に就役し、第1潜水隊群第5潜水隊に編入され呉に配備された。
2009年3月27日、除籍。除籍までは一貫して第1潜水隊群第5潜水隊に所属し、呉を定係港としていた。除籍までの総航程24.3万海里（地球約11.2周分）、潜航時数約27,000時間、潜航回数603回であった。また10回の海上自衛隊演習、8回の潜水艦同士による模擬戦闘訓練などに参加した。

### 歴代艦長
| 代 | 氏名       | 在任期間                | 出身校・期            | 前職                     | 後職                         | 備考            |
| -- | ---------- | ----------------------- | --------------------- | ------------------------ | ---------------------------- | --------------- |
| 1  | 宇都宮稔   | 1990.11.30 - 1991.12.15 |                       | はるしお艤装員長         | 潜水艦教育訓練隊教育科長     |                 |
| 2  | 五井泰生   | 1991.12.16 - 1993.8.19  |                       | 第1潜水隊群司令部付      | 海上自衛隊幹部学校研究部部員 |                 |
| 3  | 石丸博教   | 1993.8.20 - 1995.12.14  |                       | 潜水艦教育訓練隊         | はましお艦長                 |                 |
| 4  | 田中太彦   | 1995.12.15 - 1997.3.25  | 防大23期              | 潜水艦教育訓練隊付       | ふゆしお艦長                 |                 |
| 5  | 最上清隆   | 1997.3.26 - 1998.8.2    | 防大21期              | 潜水艦隊司令部付         | 潜水艦隊司令部幕僚           |                 |
| 6  | 寺山勝幸   | 1998.8.3 - 1999.8.1     | 早稲田大・ 33期幹候   | 潜水艦隊司令部           | 東京業務隊付                 |                 |
| 7  | 廣野成夫   | 1999.8.2 - 2001.12.2    | 早稲田大・ 33期幹候   | 潜水艦教育訓練隊         | 自衛艦隊司令部               | 就任時、3等海佐 |
| 8  | 佐々木英明 | 2001.12.3 - 2003.11.16  |                       | 潜水艦教育訓練隊         | 潜水艦隊司令部幕僚           |                 |
| 9  | 木村隆一   | 2003.11.17 - 2005.10.19 |                       | 潜水艦教育訓練隊         |                              |                 |
| 10 | 布田英二   | 2005.10.20 - 2007.1.31  | 熊本商科大・ 39期幹候 | 潜水艦教育訓練隊         | うずしお艦長                 |                 |
| 11 | 村上健吾   | 2007.12.1 - 2008.3.25   | 防大33期              | 海上幕僚監部防衛部防衛課 | 統合幕僚監部運用部運用第2課  |                 |
| 12 | 石原浩二   | 2008.3.26 - 2009.3.27   | 防大30期              | はやしお艦長             | 潜水艦教育訓練隊             |                 |